# Luke Foxe
Luke Foxe ou Fox, né le 20 octobre 1586 à Kingston-upon-Hull (Angleterre) et mort le 15 juillet 1635, est un explorateur anglais.
Il recherche le passage du Nord-Ouest conduisant vers l'orient jusqu'en 1631 où, après avoir beaucoup navigué aux alentours de la baie d'Hudson, il arrive à la conclusion qu'un tel passage n'existe pas. Ses explorations ont mené aux découvertes de la péninsule de Foxe, du bassin de Foxe et du canal de Foxe.